# جان برينر
جان برينر (بالفرنسية: Jean Brenner)‏ هو رسام فرنسي، ولد في 23 أبريل 1937 في ميلوز في فرنسا، وتوفي في 1 فبراير 2009.